# Đông Equatoria
Đông Equatoria (tiếng Anh: Eastern Equatoria, tiếng Ả Rập: شرق الاستوائية; Chuyển tự Ả Rập: Sharq al-'Istiwa'iyah) là một trong 10 bang của Nam Sudan. Diện tích của bang là 82.542 km². Thủ phủ là Torit.

## Địa lý
Bang có biên giới quốc tế với vùng Bắc của Uganda ở phía nam, với hạt Turkana của Kenya ở phía nam-đông và với vùng Các dân tộc Phương Nam của Ethiopia ở phía bắc-đông. Trong nước, bang có ranh giới với Trung Equatoria ở phía tây và Jonglei ở phía bắc. Tam giác Ilemi ở phía đông, giữa Đông Equatoria và Hồ Turkana, là nơi tranh chấp giữa ba nước (Nam Sudan, Kenya và Ethiopia).

## Dân cư

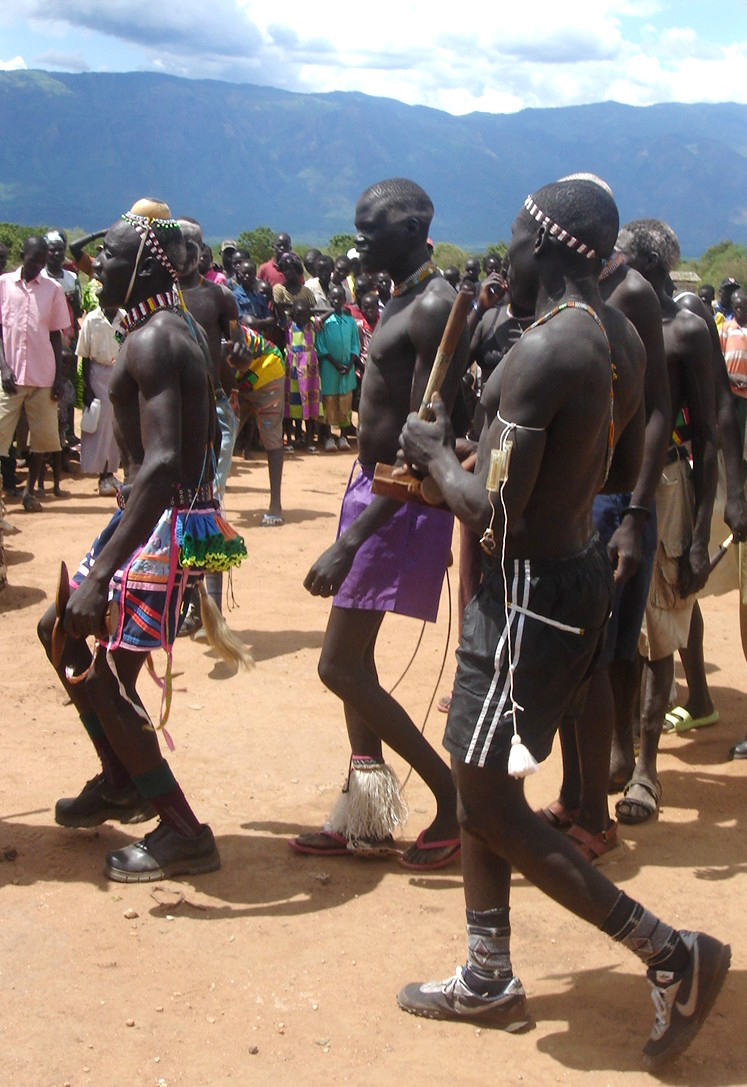
Vũ công ăn mừng hiệp ước hòa bình tại Kapoeta, Đông Equatoria

Đông Equatoria là nơi sinh sống của nhiều nhóm dân tộc khác nhau. Người Toposa, người Gie và người Nyangathom sống tại quận Kapeota ở phía đông của bang. Người Didinga, người Dodos và người Boya sống ở quận Budi xung quanh Chukudum. Xa hơn về phía tây, các quận Lafon, Torit và Ikotos là nơi sinh sống của người Otuho, người Lopits, người Lango, người Pari, và người Tenet vốn định cư tại một phần của vùng đồi Lopit sau khi họ chia tách từ người Didinga và Murle đầu thế kỷ 19 và người Lokoya của Lowoi. Người Acholi, người Madi, người Iriye và người Ofiriha sống tại cực tây của quận Magwi.
Hầu hết cư dân Đông Equatoria sống nhờ trồng trọt và chăn nuôi gia súc như cừu và dê và sử dụng sản vật địa phương. Vùng đồi Didinga tại quận Buda có đất đai phì nhiêuđược dùng để trồng cây thuốc lá, khoai tây, ngô.

## Hành chính

Đông Equatoria, giống như các bang khác tại Nam Sudan, được chia thành các quận. Các quận được tiếp tục chia thành Payams, sau đó là Bomas. Mỗi quận chịu sự lãnh đạo của Ủy viên Hội đồng của quận, do Tổng thống Salva Kiir Mayardit của Nam Sudan bổ nhiệm.
Các quận và người đứng đầu:
| Quận         | Thủ phủ  | Tổng ủy viên              |
| ------------ | -------- | ------------------------- |
| Torit        | Torit    | Felix Otuduha Siro        |
| Lafon        | Lafon    | Caesar Oromo Urbano       |
| Magwi        | Magwi    | Peter Ochilo              |
| Ikotos       | Ikotos   | Peter Lokeng Lotone       |
| Budi         | Chukudum | Joseph Napengiro Lokolong |
| Kapoeta Bắc  | Riwoto   | Lokai Iko Loteyo          |
| Kapoeta Nam  | Kapoeta  | Martin Lorika Lojam       |
| Kapoeta Đông | Narus    | Titos Lokwacuma Loteam    |